# Heterandria formosa
 Heterandria formosa  és un peix de la família dels pecílids i de l'ordre dels ciprinodontiformes.

## Morfologia
Els mascles poden assolir els 3,6 cm de longitud total.

## Distribució geogràfica
Es troba a Nord-amèrica: des de Carolina del Nord fins al sud de Louisiana.